# Latastia petersiana
Latastia petersiana (довгохвоста ящірка Петерса) — вид ящірок родини ящіркових (Lacertidae). Ендемік Сомалі. Вид названий на честь німецького натураліста Вільгельма Петерса.

## Поширення і екологія
Довгохвості ящірки Петерса мешкають в прибережних районах на півдні Сомалі, в провінціях Нижня Шабелле, Середня Шабелле і Нижня Джуба. Вони живуть в акацієвих заростях і напівпустелях.